# 圣莱热苏绍莱
圣莱热苏绍莱（法語：Saint-Léger-sous-Cholet，法語發音：[sɛ̃ leʒe su ʃɔlɛ] ⓘ，意为“紹萊下方的圣莱热”）是法国曼恩-卢瓦尔省的一个市镇，属于绍莱区。

## 地理
圣莱热苏绍莱（47°5'35"N, 0°54'35"W）面积9.6 平方千米，位于法国卢瓦尔河地区大区曼恩-卢瓦尔省，该省份为法国西部内陆省份，大致对应安茹地区，北起顺时针与马耶讷省、萨尔特省、安德尔-卢瓦尔省、维埃纳省、德塞夫勒省、旺代省、大西洋卢瓦尔省和伊勒-维莱讷省接壤。
与圣莱热苏绍莱接壤的市镇（或旧市镇、城区）包括：莫日地区贝格罗勒、紹萊、埃夫尔河畔勒迈、拉塞吉尼耶尔、塞夫勒穆瓦讷。

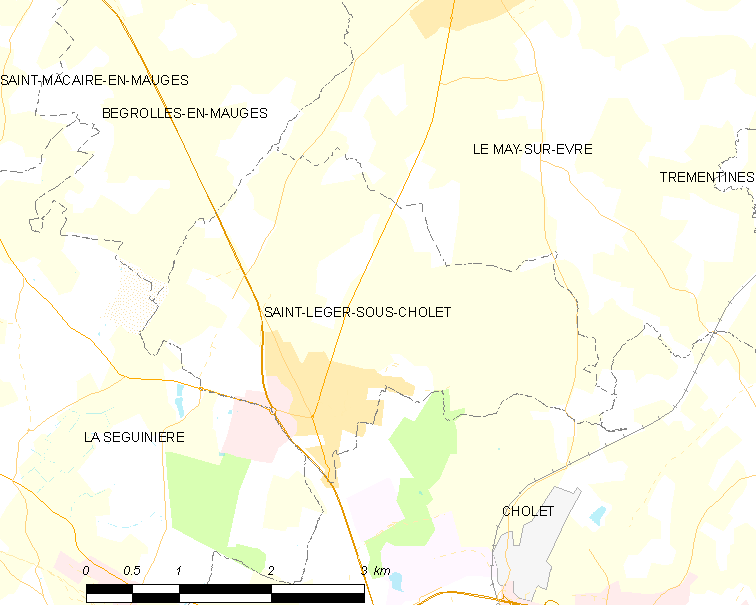
圣莱热苏绍莱的OSM定位图

圣莱热苏绍莱的时区为UTC+01:00、UTC+02:00（夏令时）。

## 行政
圣莱热苏绍莱的邮政编码为49280，INSEE市镇编码为49299。

## 政治
圣莱热苏绍莱所属的省级选区为塞夫勒穆瓦讷县。

## 人口

1962-2008年间圣莱热苏绍莱人口变化图示

圣莱热苏绍莱于2022年1月1日时的人口数量为3099人。